# عودة الماضي
عودة الماضي هو فيلم تلفزي مغربي من إخراج عبد الله العبداوي سنة 2014، وبطولة كل من ربيع القاطي، يوسف الجندي، إلهام واعزيز، يحيى الفاندي، زهيرة صديق، وآخرون.

## القصة
يجد الشرطي السابق عثمان صعوبة في التكيف مع وضعيته الجديدة كمواطن «عادي». يحلم كل ليلة بضحية تحقيق سابق تطلّب منه اكتشاف الحقيقة. سرعان ما يتحول هذا الحلم إلى هاجس فيقرر عثمان فتح التحقيق من جديد.